# Oscar Bernadotte

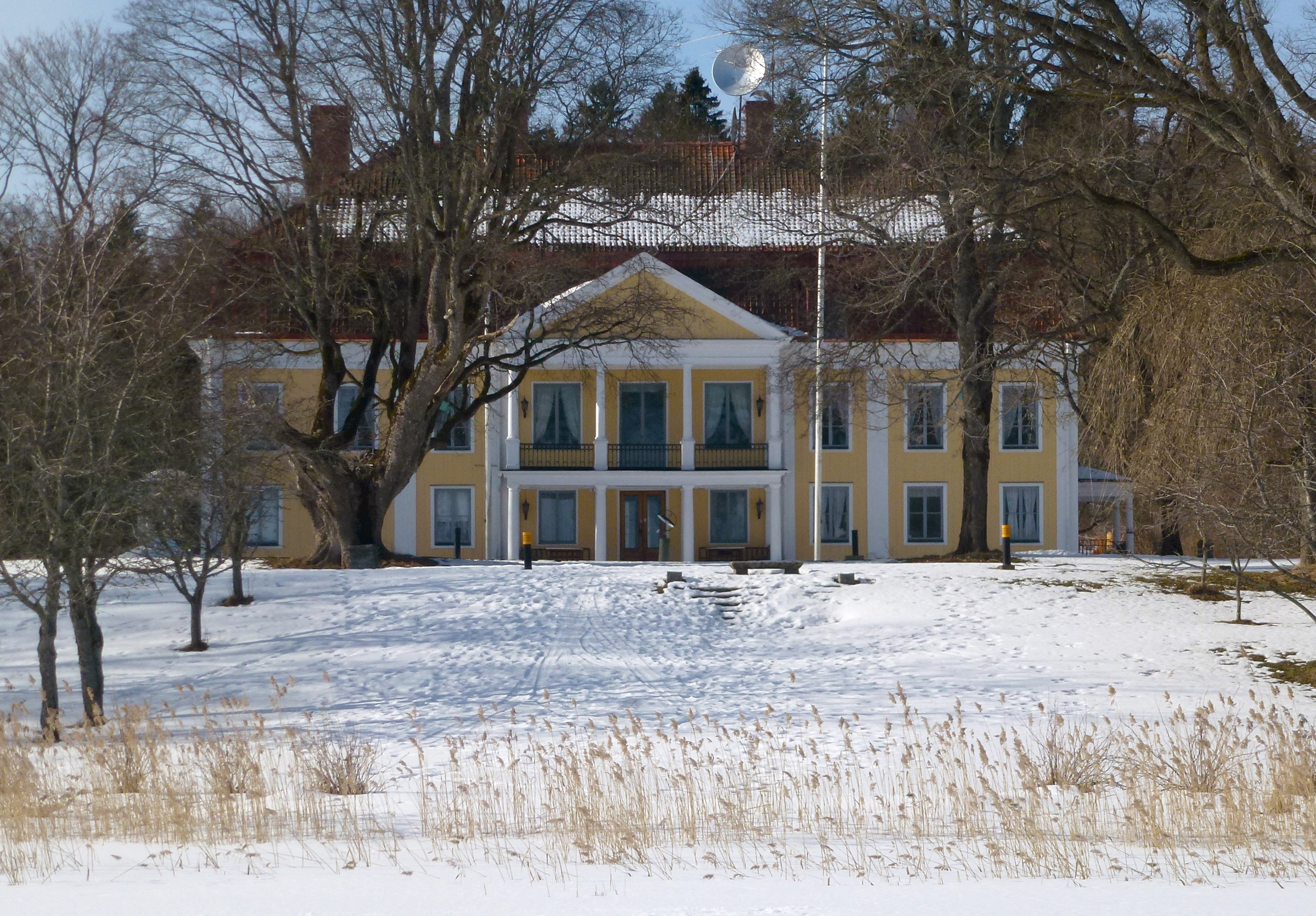
Malmsjö gård.

Oscar Carl August Bernadotte, född 15 november 1859 på Drottningholms slott på Lovön, död 4 oktober 1953 på Malmsjö gård i Grödinge socken, Stockholms län, var andre son till den svenske kungen Oscar II och drottning Sofia och yngre bror till Gustaf V. Han var före sitt giftermål 1888 prins av Sverige och Norge samt hertig av Gotland; vid giftermålet förlorade han de kungliga titlarna eftersom hans hustru inte var av kunglig börd. Därefter var han i Sverige icke-kunglig prins Oscar Bernadotte och från 1892 adlig sådan samt greve av Wisborg inom den luxemburgiska adeln.
Bernadotte var mycket aktiv inom religiösa och sociala organisationer, som KFUM och Lapska missionens vänner, i vilka han var ordförande. Han var aktiv inom helgelserörelsen. Han tjänstgjorde inom flottan i tjugofem år, där han nådde positionen viceamiral. Han gifte sig med hovfröken Ebba Munck af Fulkila. Tillsammans hade de fem barn.

## Biografi

### Prins
Prins Oscar föddes klockan 15:10 den 15 november 1859 på Drottningholms slott på Lovön och folkbokfördes i Hovförsamlingen.
Prins Oscar fick vid födseln titlarna kunglig höghet, Sveriges arvfurste och hertig av Gotland. Han döptes den 18 december av ärkebiskop Henrik Reuterdahl, då han också fick titeln hertig av Gotland.
Han undervisades först i hemmet för att därefter sättas i Beskowska skolan. Som trettonåring skrevs han in vid flottan, där han redan första sommaren (1873) gjorde en långresa som extra kadett med korvetten HMS Balder. Därefter följde Tor 1874, Norrköping 1875, till Nordamerika 1876 med flera resor. Han avlade sjöofficersexamen 1879 och utnämndes samma år till underlöjtnant vid de svenska och norska flottorna och deltog 1880 i Vanadis medelhavsexpedition. Efter ett par års universitetsstudier vid Uppsala och Kristiania, kommenderades han till att delta i Vanadis världsomsegling 1883–1885 vilket ansågs vara ett försök att ta hans intresse från hovfröken Ebba Munck af Fulkila, som han förälskat sig i.  Under seglingen började han att fundera och filosofera och "Gud började tala" som han själv beskrev det. Han träffade senare Ebba Munck i Amsterdam och hon, som var djupt troende, övertygade honom om trons betydelse. De blev förälskade i varandra under denna period. Prinsen blev så djupt troende att han i folkmun blev känd som "Den svarte prinsen", en anspelning på prästernas svarta klädsel. Åren 1888–1890 var han chef för skeppsgossekåren i Karlskrona.  År 1890 blev han kommendörkapten av 1:a graden, 1895 flaggkapten, 1897 eskaderchef på pansarbåten Oden och samma år konteramiral. Då han 1903 blev viceamiral, tog han även avsked från aktiv tjänst. Prinsen tjänstgjorde i flottan i tjugofem år, och bodde i ett eget hus vid Kungsbron i Karlskrona under flera år.
Den 12 maj 1880 utsågs han till förste hedersledamot av Kungliga Vetenskapsakademien. Han var även mycket aktiv inom religiösa och sociala organisationer, främst som ordförande i Sveriges KFUM 1892–1943 och som ordförande för Lapska missionens vänner från 1899 till föreningens upplösande 1934. Han var såvitt är känt den ende av Sveriges prinsar som blev öppet frälst. Mest känd blev dock hans verksamhet inom helgelserörelsen som grundare av och ledare för den årliga Södertäljekonferensen, Sveriges motsvarighet till de walesiska Keswickkonferenserna.
Oscars förhållande till sin position vid hovet får ett vackert, helgat uttryck i hans mest kända litterära alster, sången "Långt hellre jag önskar mig Jesu fred", som sjungits mycket runt om i hela Norden. I refrängen heter det "Än att vara konung med jordisk glans/men en träl i syndens garn/vill hellre ha Jesus än världens krans/och få bli ett himlens barn". Han var även en framstående helgelseförkunnare inom helgelserörelsen.

### Äktenskap och barn
Den 29 januari 1888 trolovade han sig med hovfröken Ebba Munck af Fulkila som han vigdes med den 15 mars samma år i S:t Stephenskyrkan i Bournemouth. Eftersom hon inte var av kunglig börd förlorade han sin arvsrätt till de svenska och norska tronerna och fick inte längre använda kungliga titlar. Han räknades dock fortfarande till det svenska kungahuset och erhöll den 28 januari 1888 kungligt svenskt tillstånd att begagna prinstitel och släktnamnet Bernadotte.
Den 2 april 1892 intogs han av sin morbror, storhertig Adolf av Luxemburg, i Luxemburgs adel som Prince Bernadotte och Comte de Wisborg (greve af Wisborg), det senare uttryckligen en ärftlig titel som senare även tilldelats andra svenska prinsar som gift sig icke-kungligt. Svenskt tillstånd att mottaga adelskapet och grevetiteln (i svensk form af Wisborg) med tillhörande vapen meddelades genom konseljbeslut den 22 oktober 1892. Kungligt svenskt tillstånd för Oscar Bernadottes samtliga efterkommande att använda släktnamnet Bernadotte meddelades den 28 januari 1939. En del av ättemedlemmarna har Bernadotte af Wisborg som efternamn. Som luxemburgsk adel är svenska medlemmar av ätten även med i Ointroducerad Adels Förening.
Prinsparet Bernadotte blev föräldrar till fem barn:
- Maria Bernadotte af Wisborg, född 28 februari 1889, död 19 juni 1974, sophiasyster, ogift.
- Carl Bernadotte af Wisborg, född 27 maj 1890, död 23 april 1977,
- Sophia Bernadotte af Wisborg, född 17 maj 1892, död 21 juni 1936, gift 1918 med friherre Carl-Mårten Fleetwood (1885–1966)
- Elsa Bernadotte af Wisborg, född 3 augusti 1893, död 17 juli 1996. Gift 1929 med Hugo Cedergren (1891-1971)
- Folke Bernadotte af Wisborg, född 2 januari 1895, död 17 september 1948.

### Bortgång

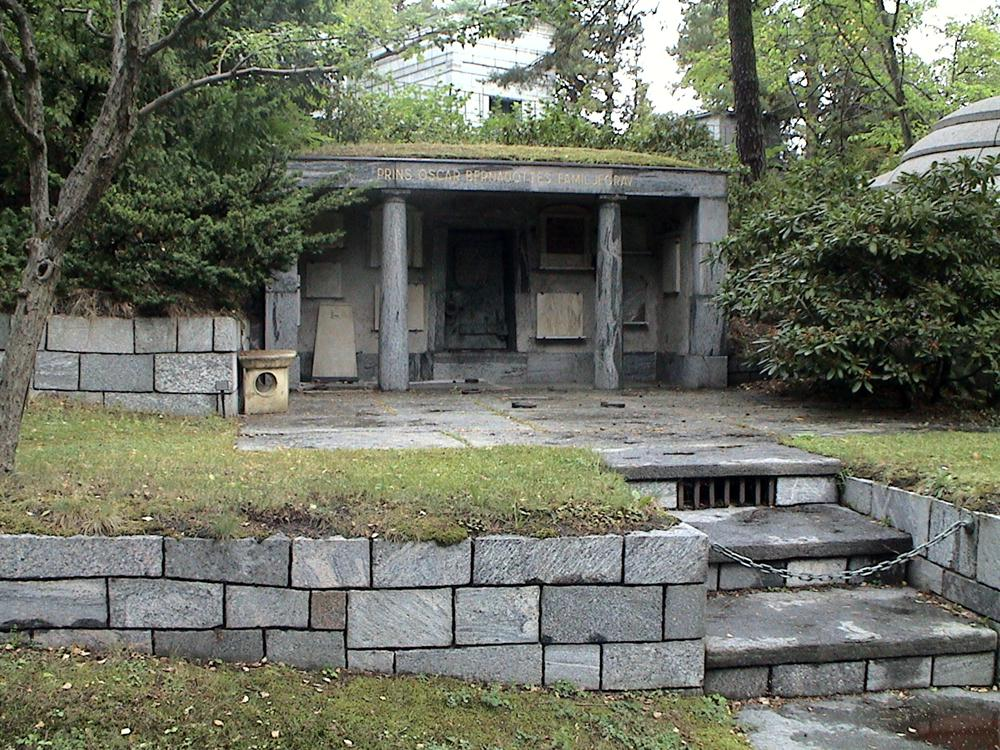
Bernadottes familjegrav i Solna där även sonen Folke Bernadottes stoft vilar.

Trots att prins Oscar Bernadotte var sjuklig och bland annat 1885 reste till Amsterdam för att bli behandlad av den berömde doktor Metzger, blev han den manlige medlem av ätten som levt näst längst då han avled på Malmsjö gård morgonen den 4 oktober 1953, 93 år gammal. Hans dotter Elsa Cedergren blev 102 år och sondottern Dagmar von Arbin blev 103 år.
Den 9 oktober vigdes stoftet till den sista vilan i Engelbrektskyrkan. Jordfästningen förrättades av den tidigare ärkebiskopen Erling Eidem och efter jordfästningen fördes kistan i procession till Norra begravningsplatsen, där gravsättningen ägde rum i familjegraven på Lindhagens kulle.

## Utmärkelser

### Svenska utmärkelser
- Riddare och kommendör av Kungl. Maj:ts orden (Serafimerorden), från födseln.[13]
- Konung Oscar II:s och Drottning Sofias guldbröllopsminnestecken, 1907.[13]
- Konung Oscar II:s jubileumsminnestecken, 1897.[13]
- Konung Gustaf V:s jubileumsminnestecken med anledning av 90-årsdagen, 1948.[14]
- Konung Gustaf V:s jubileumsminnestecken med anledning av 70-årsdagen, 1928.[15]
- Kronprins Gustafs och Kronprinsessan Victorias silverbröllopsmedalj, 1906.[13]
- Riddare av Carl XIII:s orden, från födseln.[16]

### Utländska utmärkelser
- Riddare av Badiska Husorden Fidelitas, tidigast 1881 och senast 1905.[17][18]
- Badiska Berthold I av Zähringens orden, tidigast 1881 och senast 1890.[17][18]
- Belgiska Leopoldsorden, tidigast 1890 och senast 1905.[18][19]
- Brasilianska Södra korsets orden, tidigast 1881 och senast 1890.[17][18]
- Riddare av Danska Elefantorden, 20:e juli 1880.[17]
- Grekiska Frälsarens orden, senast 1881.[17]
- Storkorset av Japanska Krysantemumorden, tidigast 1881 och senast 1890.[17][18]
- Nassauska Adolf av Nassaus civil- och militärförtjänstorden, tidigast 1881 och senast 1890.[17][18]
- Storkorset av Norska Sankt Olavs orden, senast 1881.[17]
- Portugisiska Torn- och svärdsorden, senast 1881.[17]
- Riddare av Preussiska Svarta örns orden, tidigast 1881 och senast 1890.[17][18]
- Preussiska Röda örns orden, tidigast 1881 och senast 1890.[17][18]
- Ryska Sankt Andreas orden, senast 1881.[17]
- Ryska Sankt Alexander Nevskij-orden, senast 1881.[17]
- Riddare av Ryska Vita örnens orden, senast 1881.[17]
- Ryska Sankt Annas orden, senast 1881.[17]
- Ryska Sankt Stanislausorden, tidigast 1881 och senast 1890.[17][18]
- Sachsen-Weimarska Vita falkens orden, tidigast 1881 och senast 1890.[17][18]
- Innehavare av Thailändska Chakriorden, tidigast 1890 och senast 1905.[18][19]
- Thailändska kronorden, tidigast 1881 och senast 1890.[17][18]
- Tunisiska Nischan al-Ahad al-Aman, tidigast 1890 och senast 1905.[18][19]
- Osmanska rikets Osmanié-orden, tidigast 1881 och senast 1890.[17][18]
- Osmanska rikets Imtiazmedaljen i guld, tidigast 1881 och senast 1905.[17][19]
- Osmanska rikets Imtiazmedaljen i silver, tidigast 1881 och senast 1905.[17][19]
- Ungerska Sankt Stefansorden, tidigast 1881 och senast 1890.[17][18]
- Hawaiiska Kamehameha I:s orden, tidigast 1881 och senast 1890.[17][18]
- Monacos Karl den heliges orden, senast 1881.[17]

## Anfäder
|                  |  |  |  |  |  |  |  |                             |  |  |  |  |  |  |  |                                      |  |  |  |  |  |  |  | Kung Karl XIV Johan                                |
|                  |  |  |  |  |  |  |  |                             |  |  |  |  |  |  |  |                                      |  |  |  |  |  |  |  |                                                    |
|                  |  |  |  |  |  |  |  |                             |  |  |  |  |  |  |  | Kung Oscar I                         |  |  |  |  |  |  |  |                                                    |
|                  |  |  |  |  |  |  |  |                             |  |  |  |  |  |  |  |                                      |  |  |  |  |  |  |  |                                                    |
|                  |  |  |  |  |  |  |  |                             |  |  |  |  |  |  |  |                                      |  |  |  |  |  |  |  | Drottning Desideria av Sverige och Norge           |
|                  |  |  |  |  |  |  |  |                             |  |  |  |  |  |  |  |                                      |  |  |  |  |  |  |  |                                                    |
|                  |  |  |  |  |  |  |  | Kung Oscar II               |  |  |  |  |  |  |  |                                      |  |  |  |  |  |  |  |                                                    |
|                  |  |  |  |  |  |  |  |                             |  |  |  |  |  |  |  |                                      |  |  |  |  |  |  |  |                                                    |
|                  |  |  |  |  |  |  |  |                             |  |  |  |  |  |  |  |                                      |  |  |  |  |  |  |  | Hertig Eugène av Leuchtenberg, vicekung av Italien |
|                  |  |  |  |  |  |  |  |                             |  |  |  |  |  |  |  |                                      |  |  |  |  |  |  |  |                                                    |
|                  |  |  |  |  |  |  |  |                             |  |  |  |  |  |  |  | Prinsessan Joséphine av Leuchtenberg |  |  |  |  |  |  |  |                                                    |
|                  |  |  |  |  |  |  |  |                             |  |  |  |  |  |  |  |                                      |  |  |  |  |  |  |  |                                                    |
|                  |  |  |  |  |  |  |  |                             |  |  |  |  |  |  |  |                                      |  |  |  |  |  |  |  | Prinsessan Augusta Amalia av Bayern                |
|                  |  |  |  |  |  |  |  |                             |  |  |  |  |  |  |  |                                      |  |  |  |  |  |  |  |                                                    |
| Oscar Bernadotte |  |  |  |  |  |  |  |                             |  |  |  |  |  |  |  |                                      |  |  |  |  |  |  |  |                                                    |
|                  |  |  |  |  |  |  |  |                             |  |  |  |  |  |  |  |                                      |  |  |  |  |  |  |  | Hertig Friedrich Wilhelm av Nassau                 |
|                  |  |  |  |  |  |  |  |                             |  |  |  |  |  |  |  |                                      |  |  |  |  |  |  |  |                                                    |
|                  |  |  |  |  |  |  |  |                             |  |  |  |  |  |  |  | Hertig Wilhelm I av Nassau           |  |  |  |  |  |  |  |                                                    |
|                  |  |  |  |  |  |  |  |                             |  |  |  |  |  |  |  |                                      |  |  |  |  |  |  |  |                                                    |
|                  |  |  |  |  |  |  |  |                             |  |  |  |  |  |  |  |                                      |  |  |  |  |  |  |  | Burggrevinnan Luise av Kirchberg-Sayn-Hachenburg   |
|                  |  |  |  |  |  |  |  |                             |  |  |  |  |  |  |  |                                      |  |  |  |  |  |  |  |                                                    |
|                  |  |  |  |  |  |  |  | Prinsessan Sophie av Nassau |  |  |  |  |  |  |  |                                      |  |  |  |  |  |  |  |                                                    |
|                  |  |  |  |  |  |  |  |                             |  |  |  |  |  |  |  |                                      |  |  |  |  |  |  |  |                                                    |
|                  |  |  |  |  |  |  |  |                             |  |  |  |  |  |  |  |                                      |  |  |  |  |  |  |  | Prins Paul av Württemberg                          |
|                  |  |  |  |  |  |  |  |                             |  |  |  |  |  |  |  |                                      |  |  |  |  |  |  |  |                                                    |
|                  |  |  |  |  |  |  |  |                             |  |  |  |  |  |  |  | Prinsessan Pauline av Württemberg    |  |  |  |  |  |  |  |                                                    |
|                  |  |  |  |  |  |  |  |                             |  |  |  |  |  |  |  |                                      |  |  |  |  |  |  |  |                                                    |
|                  |  |  |  |  |  |  |  |                             |  |  |  |  |  |  |  |                                      |  |  |  |  |  |  |  | Prinsessan Charlotte av Sachsen-Altenburg          |
|                  |  |  |  |  |  |  |  |                             |  |  |  |  |  |  |  |                                      |  |  |  |  |  |  |  |                                                    |